# Talal Naji
Talal Naji (arabe : طلال ناجي), né en avril 1946, est le secrétaire général du Front populaire de libération de la Palestine-Commandement général (FPLP-GC). Il est secrétaire général adjoint du groupe depuis 1973 et succède à Ahmed Jibril, fondateur du FPLP-GC, décédé en juillet 2021.

## Biographie
Naji est né dans la ville chrétienne de Nazareth en avril 1946 dans une famille musulmane sunnite, il a été membre du Front de libération de la Palestine avant de rejoindre le FPLP-CG de Jibril en 1969.
Il est élu comme secrétaire-général du FPLP-CG en 2021 à la suite de la mort d'Ahmed Jibril.
Il a rencontré Qassem Soleimani en 2015.
En juin 2019, Talal Naji, déclare que 1 858 Palestiniens sont morts en Syrie en combattants dans les rangs des forces loyalistes syriennes.
En 2022, interrogé par l'agence iranienne Tasmin, il rend hommage à Qassem Soleimani en le qualifiant de « chef de l'Axe de la résistance » et ajoutant que l'Axe de la résistance est plus préparé que jamais. Selon lui, Soleimani lui aurait déclaré « Transmettez à chaque combattant palestinien, à chaque moudjahidine palestinien, à chaque père martyr et à chaque mère martyre, que nous acceptons leurs mains ».
En 2023, avec une délégation du FPLP-CG, où il a présenté la situation palestinienne au ministre des Affaires étrangères du gouvernement baasiste syrien, Fayçal Miqdad[réf. nécessaire].
Durant la guerre de Gaza depuis 2023, Talal Naji a appelé faire « une campagne mondiale pour faire pression sur les États-Unis afin qu'ils mettent fin à l'agression contre Gaza » lors de son discours à Damas et a appelé les factions palestiniennes à s'unir contre les forces israéliennes.

## Ouvrage
- L'influence sioniste dans le monde entre réalité et illusion, Talal Naji, 2004[5]